# Producte buit
En matemàtiques, un producte buit és el resultat de multiplicar cap número. Per convenció és igual a 1, la identitat de la multiplicació (assumint que existeix una identitat per l'operació multiplicativa en qüestió); de la mateixa manera, la suma buida —el resultat de no sumar cap nombre— és per convenció igual a 0, la identitat de la suma.
Les utilitats i aplicacions del producte buit passen per la matemàtica discreta, l'àlgebra, l'estudi de sèries de potències i la programació.